# 岡上村
岡上村（おかがみむら）は、1889年（明治22年）4月1日から1939年（昭和14年）4月1日まで存在した神奈川県都筑郡の村。
都筑郡西部に所在した村で、現在の神奈川県川崎市麻生区の飛地にあたる。

## 地理
- 河川：鶴見川

### 現行町名
いずれも川崎市麻生区に所在する。
- 住居表示実施地区：岡上1 - 6丁目
- 住居表示未実施地区：岡上（大字）

## 歴史
古くは「おかのぼり」とも称した。南側で同郡田奈村（現横浜市青葉区）に接してはいたが、多摩丘陵に位置し細い峠道しかなく、むしろ東京府南多摩郡鶴川村（現：町田市）を挟んですぐ近くにある都筑郡柿生村（現：川崎市麻生区）との結びつきが強かった。
1889年（明治22年）4月1日の町村制施行により、単独で村制を施行。柿生村と町村組合を結成していた。1939年（昭和14年）に都筑郡が横浜市へ合併される動きがあった際に、岡上村は柿生村とともに川崎市への合併を選び、川崎市の飛地となった。

### 沿革
- 戦国時代 - 岡上の地名が見られる。
- 江戸時代 - 岡上村が成立。当初は多摩郡とされたが、後に都筑郡となる[1]。旗本水野氏知行、幕府領を経て、旗本大久保氏知行・東光院領。
- 1868年（明治元年）
  - 旧暦6月17日 - 神奈川府の管轄となる。
  - 旧暦9月21日 - 神奈川府が神奈川県に改称。
- 1874年（明治7年） - 大区小区制の施行により、単独で第7大区第7小区になる。
- 1889年（明治22年）4月1日 - 町村制の施行により単独で村制を施行。柿生村と町村組合を結成し、柿生村外一ヶ村組合が発足。柿生村大字上麻生に組合役場を設置。
- 1909年（明治42年）3月 - 岡上村内の5つの神社を合祀して岡上神社（おかがみじんじゃ）を建立[2]。敷地は村の中央にあった諏訪神社とし、村民融和のため村名を取り「岡上神社」として祀った[2]（麻生区岡上803に現存[2][3]。詳細は岡上#施設を参照）。
- 1939年（昭和14年）4月1日 - 柿生村外一ヶ村組合が川崎市に編入。同日岡上村廃止。同日に県内で唯一隣接していた田奈村が横浜市に編入されたため、大字岡上は現在に至るまで同市の飛地となる。
- 1972年（昭和47年）4月1日 - 川崎市が政令指定都市に指定され、旧村域が多摩区になる。
- 1982年（昭和57年）7月1日 - 川崎市多摩区から麻生区を分区。旧村域が麻生区となる。

## 交通

### 鉄道
村域内を小田原急行鉄道（現：小田急電鉄）小田原線が通過していたが、鉄道駅駅は存在しなかった。至近に鶴川駅が存在していた。